# 基斯瓦拉山
18°31′57″S 68°33′52″W / 18.53250°S 68.56444°W
基斯瓦拉山（Kiswara），是玻利維亞的山峰，位於該國奧魯羅省的薩亞馬省，處於烏亞拉尼火山東南面，屬於安第斯山脈的一部分，海拔高度4,018米。